# 1988 у хокеї з шайбою
Нижче наведені хокейні події 1988 року у всьому світі.

## Головні події
На зимових Олімпійських іграх у Калгарі золоті нагороди здобула збірна СРСР.
У фіналі кубка Стенлі «Едмонтон Ойлерс» переміг «Бостон Брюїнс».

## Національні чемпіони
- Австрія: «Клагенфурт»
- Болгарія: «Славія» (Софія)

- Велика Британія: «Мюррейфілд Рейсерс» (Единбург)
- Данія: «Есб'єрг»
- Італія: «Больцано»
- Нідерланди: «Неймеген Тайгерс»
- НДР: «Динамо» (Берлін)
- Норвегія: «Волеренга» (Осло)
- Польща: «Полонія» (Битом)
- Румунія: «Стяуа» (Бухарест)
- СРСР: ЦСКА (Москва)
- Угорщина: «Уйпешт Дожа» (Будапешт)
- Фінляндія: «Таппара» (Тампере)
- Франція: «Монблан»
- ФРН: «Кельнер»
- Чехословаччина: ВСЖ (Кошиці)
- Швейцарія: «Лугано»
- Швеція: «Фер'єстад» (Карлстад)
- Югославія: «Акроні» (Єсеніце)

## Переможці міжнародних турнірів
- Кубок європейських чемпіонів: ЦСКА (Москва, СРСР)
- Турнір газети «Известия»: збірна СРСР
- Кубок Шпенглера: збірна США
- Кубок Татр: ВСЖ (Кошиці, Чехословаччина)
- Турнір газети «Советский спорт»: «Крила Рад» (Москва), «Спартак» (Москва), «Динамо» (Рига), «Хімік» (Воскресенськ)[1]